# 綾瀬 (蓮田市)
綾瀬（あやせ）は、埼玉県蓮田市の町名。現行行政地名は綾瀬のみ。丁番をもたない単独町名である。住居表示実施地区。郵便番号は349-0126。

## 地理
埼玉県東部で蓮田市南部の、伊奈町との境界付近に位置する。綾瀬川と見沼代用水に挟まれた区域である。東側で見沼町と御前橋に、西側で伊奈町小室に、南側と北西側で蓮田に隣接する。北西側で埼玉県道3号さいたま栗橋線に、南側で埼玉県道311号蓮田鴻巣線に接する。
住居表示の実施により成立した。綾瀬川河川敷は市街化調整区域に指定されており、それ以外は市街化区域に指定されている。民間開発によって基盤整備がなされた住宅地となっており、生産緑地地区は存在しない。
河川
- 綾瀬川
- 見沼代用水

### 地価
住宅地の地価は、2020年（令和2年）1月1日の公示地価によれば、綾瀬2413番203（住居表示は綾瀬9番3号）の地点で10万3000円/m2となっている。

## 歴史
- 1978年（昭和53年）10月1日 - 住居表示実施により[6]、大字蓮田の一部から綾瀬が成立[10]。
- 1991年（平成3年） - 埼玉合口二期事業により地内の見沼代用水が改修され、それによって生じた用地に「緑のヘルシーロード」が整備される[11]。

## 世帯数と人口
2020年（令和2年）9月1日時点の世帯数と人口は以下の通りである。
| 丁目 | 世帯数  | 人口  |
| ---- | ------- | ----- |
| 綾瀬 | 428世帯 | 979人 |

## 小・中学校の学区
市立小・中学校に通う場合、学区は以下の通りとなる。
| 丁目 | 区域 | 小学校                 | 中学校             |
| ---- | ---- | ---------------------- | ------------------ |
| 綾瀬 | 全域 | 蓮田市立蓮田中央小学校 | 蓮田市立蓮田中学校 |

## 交通

### 鉄道
地区内に鉄道は敷設されていない。最寄り駅は宇都宮線（東北本線）蓮田駅であり、綾瀬2413番203（住居表示は綾瀬9番3号）の地点から約1 km離れている。

### 道路
- 埼玉県道3号さいたま栗橋線
- 埼玉県道311号蓮田鴻巣線
- 緑のヘルシーロード - 見沼代用水沿いの自転車歩行者専用道路。

## 施設
- 県営住宅蓮田山ノ内団地
- 綾瀬自治会館
- 綾瀬東児童公園
- 綾瀬西児童公園
- 綾瀬南児童公園
- 綾瀬せせらぎ公園
- さわやか広場